# Jackson Township (comté de Gentry, Missouri)
Pour les articles homonymes, voir Jackson Township.
Jackson Township est un township du comté de Gentry dans le Missouri, aux États-Unis,.
Le township est baptisé en référence à un pionnier.

## Source de la traduction
- (en) Cet article est partiellement ou en totalité issu de l’article de Wikipédia en anglais intitulé « Jackson Township, Gentry County, Missouri » (voir la liste des auteurs).